# Myrsine pipolyi
Myrsine pipolyi är en viveväxtart som beskrevs av Panfet. Myrsine pipolyi ingår i släktet Myrsine och familjen viveväxter. Inga underarter finns listade i Catalogue of Life.